# جم ترکمن
جم ترکمن (انگلیسی: Cem Türkmen؛ زادهٔ ۲۹ مارس ۲۰۰۲) بازیکن فوتبال اهل آلمان است.
وی همچنین در تیم ملی فوتبال Turkey U17 بازی کرده‌است.